# Когнитивна психология
Когнитивната психология е дял от психологията, който изследва познавателните способности и процеси на човешкото съзнание и проблемите, свързани с паметта, езика, логическото мислене, вниманието, възприятията, въображението, способността за вземане на решение и др.
За когнитивната психология преди всичко е валидна тезата, че това е един уникален по същността си интердисциплинарен клон на научното познание. Когнитивната психология е еквивалент на гносеологията в рамките на философската наука. Когнициите са систематизирани носители на информация в интрапсихичната хомеостаза на човека. Когнитивната психология се занимава не просто с изучаването на анатомо-физиологичния строеж на психичната феноменология, но и изследва начините, по които структурираме и организираме придобития в онтогенетичното ни развитие опит.
Когнитивната психология, за разлика от бихейвиоризма, не акцентира вниманието върху механистичните дразнители, които соматизират психичните модалности, а търси оптималната реализация на познанието и опита, получени по пътя на съзнателната преработка на информацията от заобикалящата ни среда. Изследователските методи на когнитивната психология се базират върху социално ангажираната позиция на мозъка като психологичен дериват, декодиращ посланията, предавани от източници с неустановен произход. Неидентифицираният генезис на този информационен поток се нуждае от социална адаптация, в която централно място заема не емоционално-поведенческата страна, а интензивността на условнорефлекторното опитомяване.
Социалната интеграция на когнитивните процеси се разглежда в концептуалните модели на Джулиан Ротър и Алберт Бандура. Интерпретациите на когнитивната психология получават признание в теоретично-терапевтичната парадигма на Албърт Елис и Арън Бек.